# 동부상급지휘관
동부 독일군 전병력 상급지휘관(독일어: Oberbefehlshaber der gesamten Deutschen Streitkräfte im Osten), 줄여서 동부상급지휘관(독일어: Ober Ost 오베어 오스트[*])은 제1차 세계 대전 당시 독일 제국의 동부전선을 총괄한 지휘관 및 그 지휘관에 딸린 군사행정 참모들과 그들이 통제한 지역을 가리키는 용어이다.
동부상급지휘관직은 1914년 처음 설치되어 파울 폰 힌덴부르크가 임명되었고 에리히 루덴도르프가 참모장으로서 그를 보좌했다. 1918년 브레스트-리토프스크 조약이 조인되면서 과거 러시아 제국의 영토였던 리투아니아, 라트비아, 벨라루스, 폴란드, 쿠를란트가 독일 제국의 통제 하에 들어오게 되었고 동부상급지휘관이 상기 지역들에 대한 통제권을 가지게 되었다. 1916년 장군참모장 에리히 폰 팔켄하인이 해임되어 힌덴부르크가 그 후임으로 임명되자 바이에른 왕국의 왕자 레오폴트 막시밀리안이 후임 동부상급지휘관이 되었다.
1918년 독일 제국이 서부전선에서 패배하여 패망함으로써 동부상급지휘관 직책도 폐지되었다. 이에 따라 행정력 공백이 발생한 동부상급지휘관의 옛 관할 지역은 소비에트 서부 공세, 우크라이나-소비에트 전쟁, 폴란드-우크라이나 전쟁, 라트비아 독립전쟁, 리투아니아 독립전쟁 등의 분쟁의 무대가 되었다.
동부상급지휘관은 "통제정치(Verkehrspolitik)"라는 정책 하에 철권통치를 펼쳤다. 기존의 사회적 인종적 구분을 고려하지 않고 땅을 분할하였으며 분할된 각 구역 사이에는 통행이 금지되었다. 브레스트-리토프스크 조약으로 얻어낸 동유럽 지역에 군주국들을 세워 제후국으로 삼아 자원과 인력의 배후기지로 사용하려 했던 독일 제국의 큰 그림과 결부되어 동부상급지휘관의 철권통치는 훗날의 나치 독일의 동유럽 총독부 및 군정청들과 유사성이 있다는 지적이 이루어진다.